# サンデュリーク-69° 202
サンデュリーク-69° 202 (Sanduleak -69° 202) とは、銀河系外の大マゼラン雲に存在する恒星で、かつて三重連星だった天体。名前は1970年にルーマニア系アメリカ人天文学者のニコラス・サンデュリークが作成した大マゼラン雲の星表に記載された際の物である。略表記のSk -69 202や、別のカタログに基づくCPD -69 402, GSC 09162-00821といった名前でも呼ばれる。
1987年、構成する天体の一つが超新星爆発SN 1987Aを起こしたことで知られる。

## 恒星
サンデュリーク-69° 202は、太陽系から16万8000光年離れた大マゼラン雲のタランチュラ星雲内に存在する。この星雲は直径650光年（200パーセク）の超巨大HII領域で、星の形成が活発に進んでいる。Sk -69 202はこの星雲付近に多数存在する大質量星の1つだった。
三重連星のうち最も明るい恒星1 (Star 1) は地球から12等星として観測されていた。スペクトル型B3Iの非常に明るい青色超巨星で、光度は太陽光度の10万倍に相当する(3-6)×1038エルグ/秒と推定される。元々は太陽の20倍の質量を持つ主系列星だったが、質量放出によって水素の外層の一部を失い、爆発までに質量が軽くなっていた。
連星系に含まれる他の2つの天体（恒星2と恒星3）も高温の大質量天体だが、明るさは恒星1に及ばない。これらは恒星1から2.9秒と1.6秒離れた位置にあり、双方ともスペクトル型B型の主系列星と考えられている。

## 恒星1の消滅
1987年2月23日、超新星「SN 1987A」が発見され、ここ400年の間に観測された超新星の中でも最大級の明るさに達した。すぐにサンデュリーク-69° 202 の恒星1が爆発を起こしたらしいことが突き止められ、実際にこの星が恒星2と恒星3を残して消え去ったことが確認された。
超新星前にもサンデュリーク-69° 202の観測は行われていたが、爆発を予期させる異常な現象は見つかっていなかった。当時のモデルでは超新星爆発は赤色超巨星が起こすものと考えられており、Sk -69 202 のような高温の青色超巨星が爆発したことは驚きをもって受け止められた。爆発時のSk -69 202が青かった原因としては、質量放出に伴う外層部の喪失や重元素の欠乏、近接した連星の影響といった説が提案された。
恒星1があった位置には超新星後に三重のリングを持つ超新星残骸が形成された。ハッブル宇宙望遠鏡は、恒星が爆発に2万年先立って放出していた物質に超新星の衝撃波が追突する様子を撮影した。中心には新たに中性子星が誕生したと予想されたが、2005年までの調査では発見されなかった。中性子星が想定以上に厚いダストで覆い隠されたか、あるいはよりコンパクトなブラックホールに崩壊した可能性がある。
未発見のままとなっていた中性子星は2024年2月23日にジェイムズ・ウェッブ宇宙望遠鏡による観測で存在が確認された。